# Llista d'espècies d'animals extints en estat salvatge
El 29 de gener de 2010, la Llista Vermella de la UICN incloïa 45 espècies, subespècies i varietats d'animals extints en estat salvatge.

## Classificació

### Artròpodes

#### Crustacis

##### Isòpodes

###### Esferomàtids
- Thermosphaeroma thermophilum

#### Insectes

##### Ortòpters

###### Gríl·lids
- Leptogryllus deceptor

### Cordats

#### Actinopterigis

##### Cipriniformes

###### Ciprínids
- Acanthobrama telavivensis
- Epalzeorhynchos bicolor

##### Ciprinodontiformes

###### Ciprinodòntids
- Cyprinodon alvarezi
- Cyprinodon longidorsalis
- Megupsilon aporus

###### Goodèids
- Ameca splendens
- Skiffia francesae

##### Perciformes

###### Cíclids
- Haplochromis ishmaeli
- Haplochromis lividus
- Haplochromis perrieri
- Platytaeniodus degeni
- Yssichromis sp. nov. 'argens'

##### Salmoniformes

###### Salmònids
- Stenodus leucichthys

#### Amfibis

##### Anurs

###### Bufònids
- Anaxyrus baxteri
- Nectophrynoides asperginis

#### Mamífers

##### Carnívors

###### Fèlids
- Lleó de l'Atles

##### Artiodàctils

###### Bòvids
- Òrix blanc

###### Cèrvids
- Cérvol del Pare David

#### Ocells

##### Columbiformes

###### Colúmbids
- Colom Socorro

##### Gal·liformes

###### Cràcids
- Mitu mitu

##### Gruïformes

###### Ràl·lids
- Rascló de Guam

##### Passeriformes

###### Còrvids
- Corvus hawaiiensis

#### Rèptils

##### Tortugues

###### Testudínids
- Tortuga gegant de les Galápagos (subespècie abingdoni)
- Tortuga gegant de les Galápagos (subespècie duncanensis)

###### Trioníquids
- Aspideretes nigricans

### Mol·luscs

#### Gastròpodes

##### Estilommatòfors

###### Partúlids
- Partula dentifera
- Partula faba
- Partula hebe
- Partula mirabilis
- Partula mooreana
- Partula nodosa
- Partula rosea
- Partula suturalis
- Partula suturalis strigosa
- Partula suturalis vexillum
- Partula taeniata elongata
- Partula taeniata nucleola
- Partula taeniata simulans
- Partula tohiveana
- Partula tristis
- Partula varia

##### Sorbeoconcha

###### Tiàrids
- Aylacostoma chloroticum
- Aylacostoma guaraniticum
- Aylacostoma stigmaticum